# Mariusz Gołkowski
Mariusz Gołkowski (ur. w 1963 w Krakowie) – polski wspinacz, taternik, alpinista, przedstawiciel „Nowej Fali”, współautor przełomowych dróg na Zakrzówku oraz w podkrakowskich dolinkach. 
Instruktor PZA, twórca pierwszych w Polsce ścianek wspinaczkowych, organizator pierwszych w Polsce halowych zawodów wspinaczkowych. W latach 1984–1987 prezes Sekcji Wspinaczkowej studentów UJ. W latach 1987–1990 prezes Klubu Alpejskiego przy Politechnice Krakowskiej. Autor przewodnika wspinaczkowego po Zakrzówku (Kraków, 1989). W latach 1996–1997 roku prezes Stowarzyszenia Instruktorów Alpinizmu. W 2004 roku wytyczył w skałkach Twardowskiego pierwsze drogi drytoolingowe. Założyciel firmy Rock Master zajmującej się popularyzowaniem bezpiecznej pracy na wysokości. Napisał podręcznik: „Zasady bezpiecznej pracy na wysokości” (Kraków, 2007). Autor i współautor siedmiu zgłoszeń patentowych w zakresie ochrony przed upadkiem z wysokości. 
Z wykształcenia magister geografii Uniwersytetu Jagiellońskiego.

## Dokonania wspinaczkowe
W 1982 roku pokonał  klasycznie Superdirettisimę Sokolicy - jedną z pierwszych polskich wspinaczek wycenianych w skali trudności na VI 5. Poprowadził także pierwszą w Polsce drogę o trudnościach wycenianych wtedy na VI.5 -  Prawe Nity na Zakrzówku.
Mariusz Gołkowski popularyzował klasyczne przejścia z osadzaniem asekuracji w trakcie wspinaczki. Poprowadził w ten sposób: m.in. wyceniane na VI.3 Zacięcie Freneya na Zakrzówku. Pokonał w podkrakowskich skałkach wiele dróg w stylu „ od strzału” i „bez haków” czyli bez uprzedniej znajomości drogi i bez osadzonej wcześniej asekuracji. W 1985 roku znalazł się także na okładce „Przekroju” oraz na okładce przewodnika wspinaczkowego "Skałki podkrakowskie" autorstwa Krzysztofa Barana oraz Tomasza Opozdy.
W 1986 roku wytyczył Mandalę Życia – jedną z najtrudniejszych, w tamtych czasach wspinaczek, rozwiązując klasycznie środek Cima Grande w Podzamczu.
W pierwszej połowie lat 80. uczestniczył w tzw. „odhaczaniu” (klasycznym przejściu dróg, które wcześniej prowadziło się na osadzonych hakach) z kilku dróg w Tatrach: m.in. Baryła-Stonawski na Mnichu, Wachowicz na Mnichu.

## Pierwsze ścianki wspinaczkowe w Polsce
W 1990 roku Mariusz Gołkowski otworzył pierwszą w Polsce szkolną ściankę wspinaczkową w  Szkole Podstawowej im. Klementyny Hoffmanowej w Tarnowie, a następnie w dwóch innych tarnowskich szkołach. W tym samym roku Mariusz Gołkowski otworzył pierwszą w Polsce halową sztuczną ścianę wspinaczkową w Klubie Sportowym Tarnovia.  W tym samym roku utworzył także sekcję wspinaczkową w Pałacu Młodzieży w Tarnowie.
W 1992 roku w Krakowie otworzył pierwszą w Polsce komercyjną ścianę wspinaczkową która mieściła się przy ul. Wrocławskiej w Krakowie. w 1992 Telewizja Polska nakręciła program o nim i jego pierwszych ściankach wspinaczkowych („Super rodzina”).

## Pierwsze polskie halowe zawody wspinaczkowe
W 1993 roku zorganizował także pierwsze halowe zawody wspinaczkowe na trudność „O Puchar Polski – Tarnów ‘93”, które odbyły się na ściance wspinaczkowej KS Tarnovia.  O pierwszych zawodach wspinaczkowych w Polsce – na trudność, które odbyły się w Tarnowie w 1993 pisało wiele gazet. Odbył się także wywiad w Telewizji Polskiej z udziałem Mariusza Gołkowskiego, Andrzeja Marcisza, Piotra Korczaka, Wojciecha Kurtyki.

## Działalność zawodowa
W 1990 Mariusz Gołkowski założył firmę Rock Master zajmującą się popularyzowaniem bezpiecznej pracy na wysokości.  W 1991 roku uzyskał uprawnienia Polskiego Związku Alpinizmu i został instruktorem wspinaczki skałkowej oraz taternictwa. W 1991–1997 prowadził działalność szkoleniową w zakresie wspinaczki sportowej, skałkowej oraz taternictwa.  Od 1997 roku firma Rock Master rozpoczęła działalność w zakresie szkoleń z bezpiecznej pracy na wysokości dla telekomunikacji, przemysłu, energetyki i budownictwa. W 2006 roku wprowadził do Polski międzynarodowy system szkoleń z dostępu linowego IRATA.
Od 2014 roku  Mariusz Gołkowski rozpoczął działalność badawczo-rozwojową. Otworzył w Balicach Ośrodek Badawczo-Rozwojowy, który zajmuje się testowaniem i produkcją sprzętu do ochrony przed upadkiem z wysokości. Mariusz Gołkowski jest autorem i współautorem siedmiu patentów m.in. systemu Track Master.